# Ego (album Oomph!)
Ego (niem. Jaźń) – siódmy studyjny album Oomph!.

## Lista utworów
1. Ego - 4:19
2. Supernova - 3:59
3. Willst Du Frei Sein - 3:54
4. Drop The Lie - 3:45
5. Bitter - 4:17
6. Transformation - 4:02
7. Atem - 3.58
8. Serotonin - 2:14
9. Swallow - 3:49
10. Viel Zu Tief - 3:47
11. My Darkest Cave - 3:38
12. Rette Mich  - 4:25
13. Who You Are - 3:58
14. Kontrollverlust - 4:46
15. Dopamin - 2:43
16. Träum Weiter - 1:41

## Single
- Supernova (2001)
- Niemand (2001)

## Teledyski
- Supernova (2001)
- Swallow (2001)
- Niemand (2001)